# スーザン・コンスタント

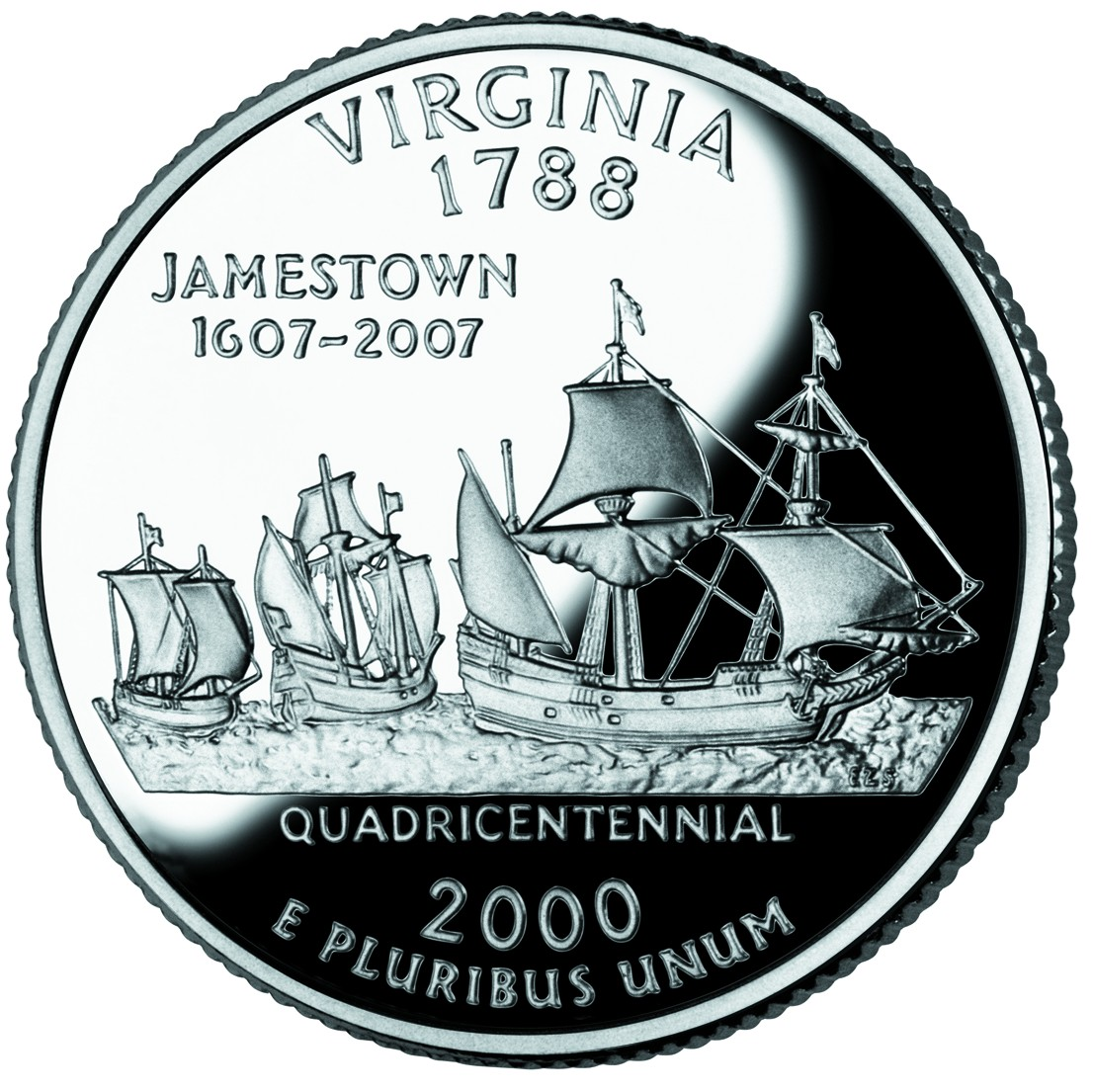
50州25セント硬貨（バージニア州）の裏面に描かれたスーザン・コンスタント、ゴッドスピード及びディスカヴァリー

スーザン・コンスタント（Susan Constant）は、1606年にクリストファー・ニューポートに率いられて植民を目指し北アメリカ大陸へ向かった3隻のバージニア会社の船のうちの1隻である。この船の入植者は、北アメリカ大陸におけるイギリスの最初の永続的な植民地であるジェームズタウンを建設した。

## 概要
ニューポートは1606年12月20日、スーザン・コンスタント、ゴッドスピード、ディスカヴァリーの3隻の船に105人の入植者と39人のクルーを乗せ、ロンドンからバージニアに向けて出港した。スーザン・コンスタントは、前年に建造されたばかりで、3隻の船のうち最大の船であり、71名が乗船していた。
この船団は、約4か月かけて大西洋を横断し、1607年4月26日にチェサピーク湾湾口のヘンリー岬に到達した。そして、入植に適した土地を求めてジェームズ川をさかのぼり、5月13日に河口から約50kmさかのぼった地点を入植地に定めた。この土地はジェームズタウンと名付けられ、北アメリカ大陸におけるイギリスの最初の永続的な植民地となった。
スーザン・コンスタントは、入植者を送り届ける役割を遂げると、ゴッドスピードとともに1607年6月にイギリスに戻った。ディスカヴァリーは入植地に残された。
ジェームズ川沿いのジェームズタウン・セトルメント（ジェームズタウンを題材にしたテーマパーク）には、スーザン・コンスタント、ゴッドスピード及びディスカヴァリーの3隻の船のレプリカが展示されている。